# Zamek w Brzeżanach
Zamek w Brzeżanach – ruiny zamku z XVI-XVII wieku, dawna własność rodu Sieniawskich, obecnie w mieście Brzeżany w obwodzie tarnopolskim na Ukrainie.

## Historia
W 1530 roku miasto Brzeżany założył Mikołaj Sieniawski, późniejszy wojewoda ruski i hetman wielki koronny. Sieniawski rozpoczął budowę renesansowego zamku, na zachowanej tablicy erekcyjnej widnieje data 1554. Zamek wzniesiono na płaskowyżu oblanym wodami dwóch odnóg rzeki Złota Lipa, wypływających ze stawu powyżej zamku i kierujących swe wody do drugiego stawu poniżej. Bagnisty teren, zwiększający walory obronne, wymusił na budowniczych wzmocnienie terenu przez wbicie dużej ilości dębowych bali w grząski grunt. Dopiero na tak przygotowanym gruncie zbudowano piwnice i grube mury zamkowe.
Obiekt powstawał od połowy XVI wieku do drugiej połowy XVII wieku i posiada w swojej architekturze cechy renesansowe i barokowe. W XVI wieku na dziedzińcu zamku wzniesiono kościół zamkowy, wyposażony później w liczne malowidła, sztukaterie i nagrobki Sieniawskich dłuta Jana Pfistera i rozbudowany o boczne kaplice z kopułami.
W latach 1648, 1665 i 1667 zamek oparł się Kozakom, a w 1676 r. atakom wojsk tureckich i tatarskich pod wodzą Ibrahima Szejtana. Przed 1675 r. z inicjatywy Mikołaja Hieronima Sieniawskiego hetmana polnego koronnego zamek otoczono czworobokiem fortyfikacji ziemnych typu nowoholenderskiego z czterema bastionami. W związku z wybuchem Powstania kuruców na Węgrzech, w dniu 6 maja 1703 roku na zamku w Brzeżanach doszło do spotkania kuruców i przywódcy chłopów węgierskich z księciem Franciszkiem II Rakoczym, w związku z czym 12 maja Franciszek Rakoczy podpisał tzw. patent brzeżański (nazywany też odezwą brzeżańską), w którym nawoływali Węgrów do zbrojnej walki przeciwko Austrii.
Po śmierci ostatniego z Sieniawskich Adama Mikołaja (zm. 1726) zamek przeszedł na własność Czartoryskich. Stało się to za sprawą małżeństwa Zofii, córki Adama z Augustem Czartoryskim. Później właścicielami zamku byli Lubomirscy i Potoccy. W 1772 roku Brzeżany znalazły się w zaborze austriackim, zniwelowano wtedy wały obronne, zasypano fosę, zlikwidowano garnizon wojskowy. Właścicielowi zamku Aleksandrowi Potockiemu Austriacy nakazali też obniżenie bastei o rozebranie górnych kondygnacji pięciobocznej baszty. W 1778 r. Brzeżany przeszły w ręce Lubomirskich. W końcu XVIII wieku zamek nie był już zamieszkany. Własnością Potockich Brzeżany stały się w roku 1816. W XIX wieku w zamku istniał browar, inne budynki zajęto na koszary i magazyny, dopełniając ich zniszczenia. W 1861 r. Stanisław Potocki (1824–1887) podjął pewne prace remontowe, a w 1876 r. zlecił restaurację kościoła Leonardowi Marconiemu.
W latach 1916–1917 podczas  I wojny światowej zamek uległ częściowym uszkodzeniom na skutek ostrzału artyleryjskiego, m.in. południowo-wschodni narożnik, skrzydło pałacowe, dachy i jedna z bastei. W 1920 r. do  Krakowa wywieziono sarkofagi Sieniawskich, przeniesione później do zamku w Pieskowej Skale. W 1933 roku Jakub Ksawery Potocki ofiarował zamek Wojsku Polskiemu, a wojsko postanowiło go odbudować wg stanu z 1775 r., jednak do 1939 r. wykonano jedynie część prac zabezpieczających. Jednocześnie Potocki w swoim testamencie ustanowił ze swoich majętności fundację na leczenie gruźlicy i raka.
Po zniszczeniach z okresu II wojny światowej zamek został pozbawiony dachów i stropów. W 1945 roku żołnierze Armii Czerwonej w kościele zamkowym urządzili stajnię. Obecnie z zamku zachowane są tylko niektóre mury pałacu z bramą, mury kościoła zamkowego, dolne kondygnacje baszty i bastei. Makietę zamku z czasu świetności można obejrzeć w muzeum miejskim w Brzeżanach. W 2011 roku z powodu braku zabezpieczenia tego, co pozostało z zamku, runęła jedna z jego ścian.

## Architektura
Zamek wzniesiono na planie nieregularnego pięcioboku z trzema ciężkimi, o grubych murach basztami.  Półkolista basteja od południa osłaniała wjazd usytuowany w głównym budynku pałacowym. Druga basteja została wzniesiona w narożniku północno-wschodnim, a od strony północno-zachodniej wzniesiono pięcioboczną basztę flankującą kurtynę północną fortecy, załamującą się w połowie pod kątem prostym. Pałac od wschodu broniony był przez mniejszą czworoboczną wieżę przy narożniku południowo-wschodnim obwarowań. Baszty, wieża i basteje posiadały po kilka kondygnacji i rozwinięty system strzelnic. W południowej części założenia znajdował się budynek pałacowy, najstarsza część zamku, zwieńczony attyką z fryzem arkadowym o strzelnicach kluczowych. W przyziemiu znajduje się renesansowy portal z herbami Sieniawskich i tablicą erekcyjną. Przy pałacu wzniesiono kościół zamkowy, renesansowo-barokowy. Pozostałe skrzydła zamku posiadały krużganki otwarte na dziedziniec i były dwu lub trzykondygnacyjne, wzniesione w XVII wieku. Wnętrza zamku posiadały bogaty wystrój rzeźbiarski, z marmurowymi i piaskowcowymi portalami.
Architektura kaplicy zamkowej wraz z jej dekoracją architektoniczną ma odpowiedniki w mauzoleach Wojciecha Humieckiego przy kościele dominikanów w Kamieńcu Podolskim oraz Zofii Zamiechowskiej w kościele Trójcy Świętej w Podhajcach.
Nad bramą wjazdową prostokątny fronton z półkolistym łukiem, pod którym znajdują się herby w otoczeniu orła. Między innymi nad orłem Leliwa Sienawskich, po lewej stronie Doliwa. Poniżej płycina z napisem:
- j. łac. MAGNIFICVS‎ ‎DOMIN‎VS‎ ‎NICOLAVS‎ ‎A‎ ‎SIENIAVIA PALATINVS‎ ‎TERRARVM‎ ‎RVSSIAE‎ ‎GENERALIS EXERCITVVUM‎ ‎ET‎ ‎MILITVM‎ ‎CAMPESTRIS‎ ‎TVM HALICIEN.‎ ‎COLOMIEN.‎ ‎ETC.‎ ‎CAPITANEVS‎ ‎EDIFICAVIT‎ ‎ARCEM‎ ‎PRAESENTEM‎ ‎DE‎ ‎LAPIDIBVS SVMPTV‎ ‎ET‎ ‎IMPENSIS‎ ‎SVIS‎ ‎PROPRIIS‎ ‎IN‎ ‎HONOREM‎ ‎DEO‎ ‎OMNIPOTENTI‎ ‎ET‎ ‎AD‎ ‎DEFENSIONEM‎ ‎FIDELIVM‎ ‎CHRISTIANORVM‎ ‎ANNO‎ ‎D.‎ ‎1554[9]
- j. pol. Wielmożny Pan Mikołaj Sieniawski wojewoda ruski, hetman polny koronny, podówczas starosta halicki i kołomyjski itd. wybudował ten zamek z ciosu własnym kosztem i nakładem na cześć wszechmocnego Boga i dla obrony wiernych chrześcijan w roku pańskim 1554[10].

Leliwa Sienawskich
Doliwa